# Damage (film, 2009)
Pour les articles homonymes, voir Damage.
Damage est un film de 2009 réalisé par Jeff King.

## Synopsis
John Brickner est libéré en conditionnelle d'une prison. Un jour la femme de l'homme qu'il a tué lui rend visite et lui demande de trouver 250 000 $ pour opérer sa fille. Il fait connaissance de Frankie et de Reno qui lui proposent un travail de combattant de rue. Ainsi il essaye de gagner des combats pour trouver de l'argent pour aider la fille de l'homme qu'il a assassiné.

## Distribution
- Steve Austin : John Brickner
- Laura Vandervoort : Frankie
- Walton Goggins : Reno
- Lynda Boyd : Veronica
- William B. Davis : Veltz
- Michael Hanus : Yayo
- Adrian Holmes : Ray Sharp
- Eric Keenleyside : Val Sullivan
- Phillip Mitchell : Munson
- Jorge Montesi : Nestor
- Clifton MaCabe Murray : un gars de Rich
- Giles Panton : un gars de Rich
- Donnelly Rhodes : Deacon

## Fiche technique
- Titre : Damage
- Titre original : Damage
- Réalisation : Jeff King
- Scénario : Frank Hannah
- Pays :  États-Unis/ Canada
- Format : Couleurs
- Durée : 106 minutes (1h46)